# Prison Victoria

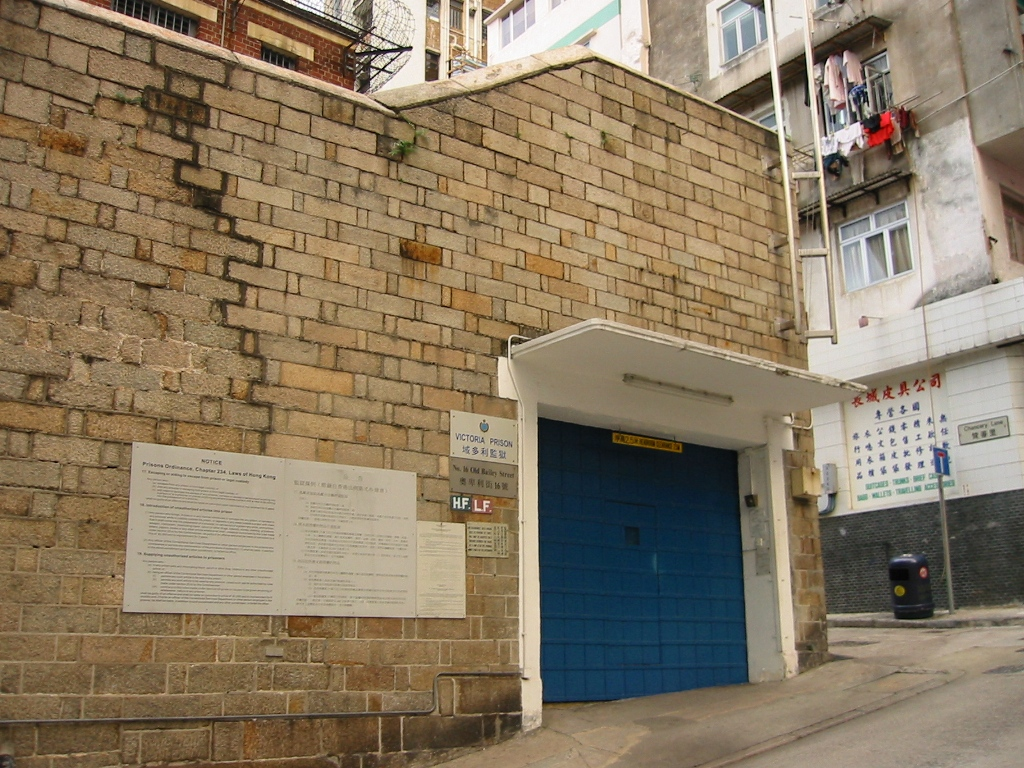
L'entrée de la prison en 2005.

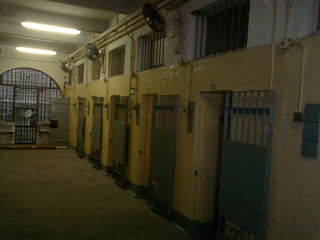
Interieur d'un des halls.

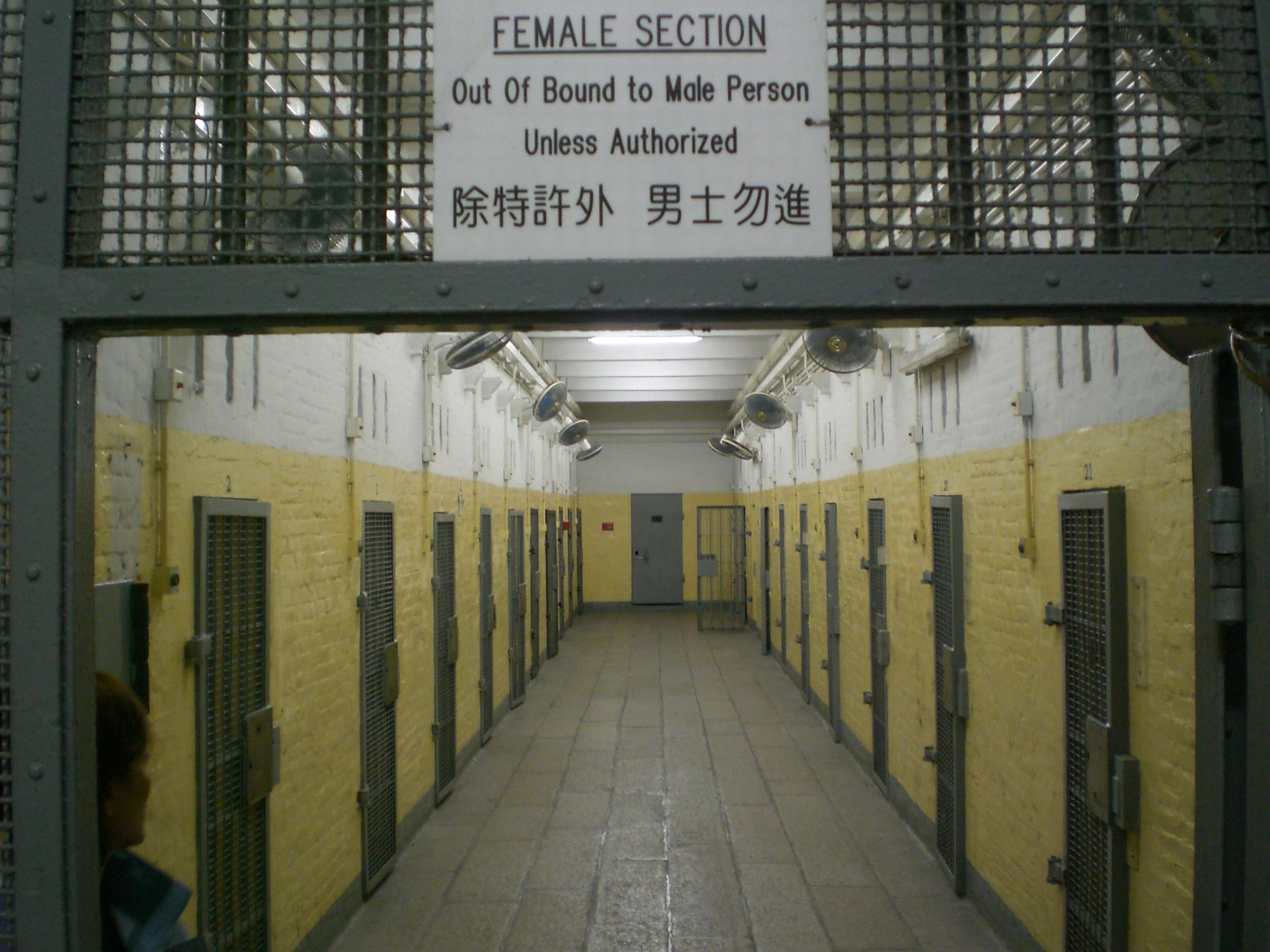
La section féminine du hall D.

La prison Victoria (en chinois : 域多利監獄) était le plus ancien établissement pénitentiaire de Hong Kong, fondée en 1841 soit l'année de la prise de possession de l'île de Hong Kong par les Britanniques.
Elle est située sur Old Bailey Street (en) dans le quartier de Central. Nommée en l'honneur de la reine Victoria, elle est appelée Victoria Gaol jusqu'à son renommage en 1899.
Après sa fermeture en 2006, la prison Victoria est réaménagée en une destination culturelle et commerciale appelée Tai Kwun (大館) qui comprend 3 monuments déclarés : l'ancien commissariat de police de Central, l'ancienne magistrature de Central et la prison Victoria.

## Histoire
La prison est achevée le 4 août 1841. Elle est à l'origine connue sous le nom de Victoria Gaol et serait le premier bâtiment occidental construit en matériau dur à Hong Kong. Elle conserve encore la façade de l'architecture victorienne, ayant été construite principalement en granit et en brique.
Hô Chi Minh, le révolutionnaire vietnamien, y est emprisonné de 1931 à 1933.
Durant la Seconde Guerre mondiale, la prison est réquisitionnée par les Japonais et la plupart de ses bâtiments sont endommagés par les bombardements. Elle est rouverte en 1946 après restauration. Lorsque Hong Kong devient ensuite la première destination des réfugiés vietnamiens, la prison Victoria est transformée en un centre de transit et de rapatriement. Elle est ensuite dotée d'installations de gestion modernes pour accueillir les détenus libérés des deux sexes avant leur rapatriement ou leur expulsion. Les bâtiments de la prison sont déclarés monuments le 8 septembre 1995, tout comme l'ancien commissariat de police de Central et l'ancienne magistrature de Central adjacents. Elle est officiellement mis hors service le 12 mars 2006. Sa rénovation est achevée en 2018 et la prison Victoria est rouverte sous le nom de « Centre Tai Kwun pour le patrimoine et les arts ».

## Consignes de conservation
Les dates d'achèvement des différentes parties de l'ancien commissariat de police de Central, de l'ancien complexe de la magistrature de Central et de la prison Victoria sont indiquées ci-dessous :
| Année d'achèvement | Section                                                         | Lignes directrices pour les constructions patrimoniales                                                                           |
| ------------------ | --------------------------------------------------------------- | --- |
| 1860               | Aile est du hall D de la prison Victoria et de la tour Bauhinia | L'extérieur du bâtiment doit être préservé tandis que les futurs promoteurs peuvent postuler pour rénover l'intérieur du bâtiment |
| 1860               | Aile ouest du hall D de la prison Victoria                      | L'extérieur du bâtiment doit être préservé tandis que les futurs promoteurs peuvent postuler pour rénover l'intérieur du bâtiment |
| 1864               | Bloc des casernes                                               | L'extérieur du bâtiment doit être préservé tandis que les futurs promoteurs peuvent postuler pour rénover l'intérieur du bâtiment |
| 1914               | Ancienne magistrature de Central                                | L'extérieur du bâtiment doit être préservé tandis que les futurs promoteurs peuvent postuler pour rénover l'intérieur du bâtiment |
| 1919               | Bloc du siège                                                   | L'extérieur du bâtiment doit être préservé tandis que les futurs promoteurs peuvent postuler pour rénover l'intérieur du bâtiment |
| 1910               | Blocs A, B, C, D                                                | L'intérieur et l'extérieur du bâtiment doivent être préservés                                                                     |
| 1914               | Hall B, ailes est et ouest du hall C, Hall E                    | L'intérieur et l'extérieur du bâtiment doivent être préservés                                                                     |
| 1925               | Bloc des écuries                                                | L'intérieur et l'extérieur du bâtiment doivent être préservés                                                                     |
| 1945               | Hall A                                                          | L'intérieur et l'extérieur du bâtiment doivent être préservés                                                                     |
| Après 1948         | Bloc sanitaire                                                  | L'extérieur du bâtiment doit être préservé tandis que les futurs promoteurs peuvent postuler pour rénover l'intérieur du bâtiment |
| 1913, 1931, 1948   | Hall F et tous les autres                                       | Les futurs promoteurs peuvent demander la démolition de ces bâtiments                                                             |

## Conservation du hall F

### Raisons de conserver le hall F (telles que soumises par le conseil de district de Central and Western)
Au début du 20e siècle, une série de changements se produisent à la prison Victoria. Le hall F existant, représentant la porte de l'intérieur de la prison, est achevée en 1913. Il accueille l'imprimerie permettant aux prisonniers de travailler et d'acquérir des compétences. En 1931, le hall F est reconstruit en un bâtiment de deux étages et une « zone de tissage » est ajoutée. Après l'invasion de Hong Kong par l'armée japonaise pendant la Seconde Guerre mondiale, de nombreuses parties de la prison, dont le hall F, sont gravement endommagées. Le hall F est reconstruit en 1948 et rouvert en tant qu'atelier d'impression du gouvernement (c'est-à-dire l'ancien département d'impression). En 1956, le rez-de-chaussée du hall F est converti en bureau et centre d'accueil de la prison.
Le gouvernement de Hong Kong déclare la prison Victoria au titre de monument en septembre 1995.
Au début de l'année 2000, le gouvernement prévoit de développer le commissariat de police de Central et l'enceinte de la prison Victoria à des fins culturelles et touristiques, et de charger la Commission du tourisme, qui a pour mission de développer de nouveaux sites touristiques, de coordonner le projet de développement. Le gouvernement prévoit également de laisser une entreprise privée développer et gérer le complexe patrimonial par appel d'offres public.
Accompagné de représentants du Bureau des antiquités et monuments, le Conseil du district de Central and Western visite l'enceinte patrimoniale en avril 2003. Au cours de la visite, il apprend que le Conseil consultatif des antiquités avait considéré les 18 bâtiments de l'enceinte patrimoniale comme étant des bâtiments historiques. Cependant, le conseil établit officiellement un ensemble de directives pour le développement de l'enceinte patrimoniale après une réunion tenue en juin 2004. Les directives soulignent que seuls 17 bâtiments de l'enceinte sont considérés comme des bâtiments historiques et que le hall F, situé derrière l'entrée de la prison Victoria, ne figure pas sur la liste.

### Motions adoptées par le conseil de district de Central and Western au sujet du hall F
Le conseil de district de Central and Western recommande fortement que le hall F de la prison Victoria soit préservé et que le futur promoteur du complexe patrimonial n'ait pas le droit de décider si le hall F doit être démoli. Le conseil demande également au conseil consultatif des antiquités de reconsidérer les points de vue du public et du conseil de district. Cette motion est finalement adoptée par le conseil de district lors d'une réunion tenue le 25 novembre 2004.

### Vues du gouvernement sur la préservation du hall F
Dans une réponse au conseil de district en novembre 2004, le Bureau des antiquités et des monuments souligne que le conseil consultatif des antiquités a estimé qu'en comparaison avec d'autres bâtiments historiques, la valeur culturelle du hall F est inférieure et que, par conséquent, il devrait être classé dans la catégorie des bâtiments non historiques. Le conseil consultatif des antiquités estime également que la décision ci-dessus n'affecterait pas la valeur historique globale de l'enceinte de la prison Victoria. Cela pourrait améliorer la flexibilité du développement futur de l'enceinte et permettre une conception plus créative compatible avec les bâtiments historiques de l'enceinte de la prison Victoria.
Lors de la réunion du conseil de district du 2 novembre 2004, le dr. Louis Ng, l'ancien secrétaire exécutif du Bureau des antiquités et monuments, déclare que le gouvernement avait déclaré l'ensemble du complexe patrimonial comme monuments déclarés en 1995. Cependant, le gouvernement n'avait pas précisé le patrimoine culturel, la valeur et le mode de préservation des bâtiments individuels dans l'enceinte patrimoniale, ni souligné en particulier que le hall F était un bâtiment historique. Selon l'ordonnance sur les antiquités et monuments, tout travail de démolition à effectuer dans l'enceinte du patrimoine doit être approuvé par l'Autorité des antiquités (c'est-à-dire le secrétaire à l'intérieur et à la jeunesse (en)). Dès réception d'une demande de démolition d'un bâtiment dans l'enceinte du patrimoine, l'Autorité des antiquités examinera la valeur culturelle des bâtiments concernés et la nécessité des travaux de démolition, etc. Le docteur Louis Ng précise que le conseil des antiquités et monuments n'avait pas demandé la démolition du hall F, mais considère quz s'il est nécessaire de réaliser la conception, il envisagerait sa démolition.

### Vues avancées par le conseil de district sur la préservation du hall F
Lors d'une réunion tenue le 25 novembre 2004, les membres du conseil de district expriment les points de vue suivants concernant la préservation du hall F :

- La démolition du hall F affecterait l'unité du complexe patrimonial et, par conséquent, le futur promoteur ne devrait pas avoir le droit de décider si le hall F doit être démoli.
- Le hall F représentait l'entrée de l'ensemble du complexe patrimonial. Sans cette entrée, l'enceinte patrimoniale ne pourrait être considérée comme une enceinte patrimoniale.
- Il y avait une valeur éducative dans la hall F. C'était une section typique et totalement différente des halls B et E. Si le futur promoteur avait le droit de décider si le hall F doit être conservé, le hall n'existerait pas et le patrimoine historique des prisons de Hong Kong diminuerait certainement.
- On espérait que le gouvernement réexaminerait la question de la conservation du hall F. L'institut des architectes de Hong Kong indique que le hall F ne devrait pas être démoli et que seule une partie devrait être réaménagée. Le complexe patrimonial reflétait le développement de la prison à Hong Kong. Si le futur promoteur avait le droit de décider si le hall F devait être conservé, il démolirait certainement le bâtiment pour le réaménagement.

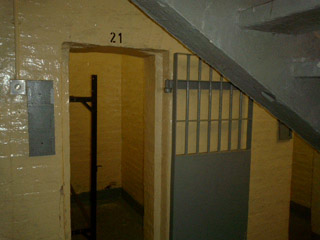
Cellule typique de la prison Victoria.

## Bâtiments
Le complexe pénitentiaire se compose de 3 bâtiments à trois étages, 3 bâtiments à deux étages et 3 bâtiments à un étage. À l'intérieur de ces bâtiments, il y a des logements cellulaires et des dortoirs, une unité spéciale, un hôpital, une cuisine, des réfectoires/salles de jour, une buanderie, une cour d'exercice et un bloc administratif.
La prison a connu plusieurs étapes d'agrandissement depuis sa fondation d'origine, dont la plus importante en 1895 lorsque le complexe du hall D avec son style architectural néo-géorgien est construit. Une nouvelle étape d'agrandissement majeure a lieu en 1914 avec l'ajout des halls B, C et E pour faire face aux besoins de l'époque.
Les différents bâtiments sont construits comme suit :
| Hall                 | Année de construction |
| -------------------- | --------------------- |
| Hall A               | 1945                  |
| Hall B               | 1914                  |
| Aile ouest du hall C | 1914                  |
| Aile est du hall C   | 1914                  |
| Aile est du hall D   | 1860                  |
| Aile ouest du hall D | 1860                  |
| Hall E               | 1914                  |
| Hall F               | 1913, 1931, 1948      |

L'ensemble comprend également 7 blocs de l'ancien commissariat de police de Central comme suit :
| Hall             | Année de construction |
| ---------------- | --------------------- |
| Bloc du siège    | 1919                  |
| Bloc A           | 1910                  |
| Bloc B           | 1910                  |
| Bloc C           | 1910                  |
| Bloc D           | 1910                  |
| Bloc des écuries | 1925                  |
| Bloc de caserne  | 1864                  |

Et enfin, il y a aussi l'ancien bâtiment de la magistrature de Central construit en 1914.
Le complexe est bordé au nord par Hollywood Road (zh), au sud par Chancery Lane, à l'est par Arbuthnot Road (en) et à l'ouest par Old Bailey Street (en).

## Ouverture au public en 2006
Lors de son démantèlement, l'événement Victoria Prison Decommissioning Open Days est organisé. La prison est ouverte au public les 11, 17 et 18 mars 2006 dans le cadre d'un événement caritatif visant à collecter des fonds pour le Community Chest of Hong Kong (en). Chaque visiteur est invité à faire un don de 20 HK$ à l'organisme de bienfaisance.
Les bénévoles du personnel des services correctionnels vêtus d'anciens uniformes de la prison aident à donner un aperçu des changements de tenue vestimentaire au fil des ans, lorsque l'ancien département des prisons est renommé en services correctionnels de Hong Kong (en) en 1982.
Un instrument de châtiments corporels, appelé le « Chat à neuf queues » (un fouet), est également exposé.

## Ouverture au public en 2007
Le conseil de district de Central and Western organise six journées portes ouvertes en janvier 2007 sous le titre Journey to the History of Victoria Prison.
Des visites guidées sont menées dans les bâtiments historiques de l'enceinte patrimoniale. Il y a un « Musée d'art de la prison » où les artistes locaux ont accès à plusieurs cellules qu'ils peuvent décorer ou utiliser comme galerie d'exposition.
Les journées portes ouvertes sont programmées les 6, 7, 13, 14, 20 et 21 janvier 2007 de 09h30 à 16h00.

## Dans la culture populaire
- La prison Victoria apparaît dans le roman Necropolis d'Anthony Horowitz en 2008. Les personnages de Scarlett Adams et Matthew Freeman y sont en effet emprisonnés après leur capture par la corporation Nightrise.
- La prison est le cadre principal de la série dramatique Phoenix Rising (en).